# Reformed Congress of Lesotho
Der Reformed Congress of Lesotho (RCL; Sesotho: Bolekana; deutsch etwa: „Reformierter Kongress von Lesotho“ bzw. „Genügsamkeit“) ist eine Partei in Lesotho. Sie wurde bei den Parlamentswahlen 2015 sechststärkste Partei. 

## Geschichte
2014 entschloss sich die Mehrheit der 26 Mitglieder zählenden Fraktion des Lesotho Congress for Democracy (LCD), die Koalition mit der All Basotho Convention (ABC) und der Basotho National Party (BNP) aufzukündigen. Einige Abgeordnete, darunter die ehemalige Generalsekretärin Keketso Rantšo, trugen diesen Schritt nicht mit. Ihr Flügel wurde im LCD abfällig als Bolekana bezeichnet, Rantšo als ’Mabolekana, etwa: „Mutter der Genügsamkeit“. Sie traten daraufhin aus der Partei aus und gründeten im Dezember 2014 den Reformed Congress of Lesotho. Rantšo wurde als Vorsitzende gewählt, ihr Stellvertreter wurde Motloheloa Phooko. Als Generalsekretärin wurde mit ’Mamolula Ndabe eine weitere Frau gewählt. Die Bezeichnung Bolekana behielten sie bei.
Zu den Wahlen im Februar 2015 trat der RCL als einzige von 23 Parteien mit einer Frau – Keketso Rantšo – an der Spitze der Wählerliste an. In allen 80 Wahlkreises stellte sie Kandidaten auf, darunter 22 Frauen. Der RCL erhielt 1,2 % der Stimmen und damit zwei der 120 Sitze in der Nationalversammlung. Dort bilden sie fortan mit ABC (46 Sitze) und BNP (sieben Sitze) die Opposition.
Am 26. Mai 2015 floh Rantšo, den beiden anderen Oppositionsführern folgend, aus Angst vor einem Mordanschlag nach Südafrika. Am 12. Februar 2017 kehrten die drei Politiker aus ihrem Exil zurück. Am Vortag wurde in Ladybrand ’Machabane Lemphane-Letsie zur neuen Generalsekretärin gewählt. Ihre Amtsvorgängerin Ndabe trat daraufhin zur Alliance of Democrats über.
Bei den Wahlen im Juni 2017 verlor der RCL einen Sitz. Sie gehört seither der Koalitionsregierung unter Tom Thabane (ABC) an und stellt mit Rantšo im Kabinett Thabane II eine Ministerin.
Am 29. Februar 2020 wurde Keketso Rantšo als Vorsitzende durch ’Machabane Lemphane-Letsie ersetzt. Rantšo legte dagegen vor Gericht Widerspruch ein.
Rantšo behielt ihr Ministeramt auch im 2020 gebildeten Kabinett Majoro.

## Symbole und Politik
Die Parteifarben sind Schwarz und Grün.
Zu den Programmpunkten des RCL gehörten die Erhöhung der nationalen Stabilität, Verbesserungen im Bildungswesen, die parteipolitische Unabhängigkeit des National Youth Council, die Verbesserung der Arbeitsbedingungen im Inland und die Ausstellung von Arbeitserlaubnisscheinen für Basotho in Südafrika.